# Вечерний Ростов
Вечерний Ростов — независимая городская газета, издаваемая в Ростове-на-Дону с 1958 года по 2022 год.
В конце мая 2022 года издательство решает отказаться от печатной версии, уйдя в онлайн.
В сентябре того же года Александр Оленев, журналист работавший в "Вечерний Ростов", сообщил в соцсетях о прекращении существования газеты.

## История
Газета «Вечерний Ростов» издаётся в Ростове-на-Дону с 15 июля 1958 года. Редакция газеты расположена в здании, специально построенном для газеты в центре города, по адресу: улица Большая Садовая, 4. Напротив редакции, у входа в здание, расположен бронзовый «Памятник любителю газеты „Вечерний Ростов“».

## Тираж газеты
| Год       | 2009  | 2013  |
| Тенденция | ▼     | ▼     |
| Экз.      | 25000 | 23000 |

Скульптура возле редакции, вид сбоку
Скульптура возле редакции, вид спереди
Скульптура и слоган газеты

## Известные сотрудники
- Сёмин, Виталий Николаевич — литературный сотрудник газеты (1958—1962)[4].
- Аматуни, Петроний Гай
- Антон Вильгоцкий
- Ансимов Анатолий Дмитриевич — член Союза журналистов, Союза писателей России.